# Plokrooi
Plokrooi (ook wel Plockroy) is een gehucht dat behoort bij Wijshagen, een deelgemeente van Oudsbergen. Ze ligt enkele kilometers ten zuidwesten van de dorpskern ervan.
Plokrooi is een straatdorp dat op de oostflank van de Abeekvallei is gelegen. Deze vallei is deels natuurgebied. Door de lintbebouwing is het aaneengegroeid met de dorpskern van Meeuwen.
In Plokrooi heeft vanaf de 17e eeuw een schans gelegen, die als Plockroyschans bekendstaat. De schans lag ten westen van de Abeek en werd door deze beek gevoed. De Schansdijk verwijst nog naar deze schans.
Ook in Plokrooi bevindt zich, aan Plockroy 41, een kapel, feitelijk een kerkje. Dit werd gebouwd in 1952 in modern-gotische stijl. Het gebouw heeft een zadeldak en links op de voorgevel bevindt zich een klein klokkenruitertje.